# یوئیچی اکاساکا
یوئیچی اکاساکا (انگلیسی: Yuichi Akasaka؛ زادهٔ ۲۹ september ۱۹۶۷ (۵۷ سال)) ورزشکار اسکیت سرعت اهل ژاپن است.
وی در مسابقات کشوری و بین‌المللی در مجموع برندهٔ ۲ مدال طلا، ۱ مدال برنز شده‌است.